# Georg Orbán
Georg Orbán (* 3. Januar 1917 in Nagyvárd, Ungarn, heute Oradea, Rumänien als György Sándor Géza Orbán; † 16. April 2010 in Berlin) war ein deutscher Maler und Keramiker.

## Leben
Orbán war der jüngere Bruder des Tänzers, Autors, Malers und Keramikers Gabor Béla Orbán (* 1915 in Ungarn; † 29. September 2002 in Berlin) und der Neffe des ungarischen Schriftstellers und Filmkritikers Béla Balázs.
Im Jahr 1936 machte Orbán sein Abitur in Budapest. Von 1938 bis 1940 nahm er Malunterricht bei Emil Vén. Im Zweiten Weltkrieg leistete er Kriegsdienst an der Ostfront (1940–1945) und verbrachte die Jahre von 1945 bis 1948 in sowjetischer Gefangenschaft. In den Jahren 1948 bis 1952 studierte er an der Kunstakademie Budapest. Seit 1952 lebte und arbeitete er als freier Maler. Im Jahr 1956 zog er nach Berlin. Von 1960 bis 1964 lebte er in Brasilien und Argentinien. Im Jahr 1964 zog er wieder nach Berlin. 
Orbán war verheiratet mit Dora Wanda Schimmack.

## Werk
Zahlreiche Ausstellungen hatte Orbán in Berlin (Galerie am Savignyplatz, Villa Oppenheim, Galerie Werkstatt/Avalun Galerie), Stuttgart, Heidelberg, Hamburg, Dresden, Meissen Albrechtsburg (1996), Potsdam sowie in Brasilien und Argentinien. Seine letzte Ausstellung war 2008 in Budapest.
Im Jahr 2000 übergab Orbán dem Kunstamt Berlin-Charlottenburg einige Bilder als Schenkung.